# عماری (یمن)
 عماری  به عربی ( الَعّماری  )، روستایی است در دهستان بنو الَمَنبة از توابع استان استان صَنعاء در کشور یمن در شبه جزیره عربستان.

## جمعیت
جمعیت آن (۲۰۲) نفر (۸ خانوار) می‌باشد.